# Arcidiocesi di Cali
L'arcidiocesi di Cali (in latino: Archidioecesis Caliensis) è una sede metropolitana della Chiesa cattolica in Colombia. Nel 2021 contava 2.431.800 battezzati su 2.863.000 abitanti. È retta dall'arcivescovo Luis Fernando Rodríguez Velásquez.

## Territorio
L'arcidiocesi comprende i comuni di Cali, Jamundí, Yumbo, La Cumbre e Dagua nel dipartimento colombiano di Valle del Cauca.
Sede arcivescovile è la città di Cali, dove si trova la cattedrale di San Pietro.
Il territorio si estende su una superficie di 2.504 km² ed è suddiviso in 182 parrocchie, raggruppate in 4 zone pastorali e 18 arcipreture.

### Provincia ecclesiastica
La provincia ecclesiastica di Cali, istituita nel 1964, comprende 4 suffraganee:
- diocesi di Buenaventura,
- diocesi di Buga,
- diocesi di Cartago,
- diocesi di Palmira.

## Storia
La diocesi di Cali fu eretta il 7 luglio 1910, ricavandone il territorio dall'arcidiocesi di Popayán, di cui era originariamente suffraganea.
Successivamente cedette a più riprese porzioni del suo territorio a vantaggio dell'erezione di nuove circoscrizioni ecclesiastiche:
- la prefettura apostolica di Tumaco (oggi diocesi) il 1º maggio 1927;
- il vicariato apostolico di Buenaventura (oggi diocesi) il 14 novembre 1952;
- la diocesi di Palmira il 17 dicembre 1952;
- la diocesi di Cartago il 16 marzo 1962.

Il 20 giugno 1964 è stata elevata al rango di arcidiocesi metropolitana con la bolla Quamquam Christi di papa Paolo VI.
Il 29 giugno 1966 ha ceduto un'altra porzione del suo territorio a vantaggio dell'erezione della diocesi di Buga e alcuni comuni alla diocesi di Palmira.
L'arcidiocesi ha ricevuto la visita pastorale di papa Giovanni Paolo II nel mese di luglio del 1986.

## Cronotassi dei vescovi
Si omettono i periodi di sede vacante non superiori ai 2 anni o non storicamente accertati.
- Heladio Posidio Perlaza Ramírez † (11 agosto 1911 - 28 settembre 1926 dimesso[4])
- Luis Adriano Díaz Melo † (13 aprile 1927 - 13 novembre 1947 dimesso[5])
- Julio Caicedo Téllez, S.D.B. † (23 febbraio 1948 - 24 settembre 1958 deceduto)
- Francisco Gallego Pérez † (18 dicembre 1958 - 21 maggio 1960 deceduto)
- Alberto Uribe Urdaneta † (13 luglio 1960 - 7 febbraio 1985 dimesso)
- Pedro Rubiano Sáenz † (7 febbraio 1985 succeduto - 27 dicembre 1994 nominato arcivescovo di Bogotà)
- Isaías Duarte Cancino † (19 agosto 1995 - 16 marzo 2002 deceduto)
- Juan Francisco Sarasti Jaramillo, C.I.M. † (17 agosto 2002 - 18 maggio 2011 dimesso)
- Darío de Jesús Monsalve Mejía (18 maggio 2011 succeduto - 8 dicembre 2022 dimesso)
- Luis Fernando Rodríguez Velásquez, succeduto l'8 dicembre 2022

## Statistiche
L'arcidiocesi nel 2021 su una popolazione di 2.863.000 persone contava 2.431.800 battezzati, corrispondenti all'84,9% del totale.
| anno | popolazione | popolazione | popolazione | presbiteri | presbiteri | presbiteri | presbiteri                | diaconi | religiosi | religiosi | parrocchie |
| anno | battezzati  | totale      | %           | numero     | secolari   | regolari   | battezzati per presbitero | diaconi | uomini    | donne     | parrocchie |
| ---- | ----------- | ----------- | ----------- | ---------- | ---------- | ---------- | ------------------------- | ------- | --------- | --------- | ---------- |
| 1950 | 809.382     | 821.408     | 98,5        | 198        | 75         | 123        | 4.087                     |         | 173       | 792       | 49         |
| 1958 | 894.891     | 906.891     | 98,7        | 189        | 91         | 98         | 4.734                     |         | 167       | 682       | 55         |
| 1966 | 1.235.000   | 1.250.000   | 98,8        | 199        | 94         | 105        | 6.206                     |         | 135       | 993       | 66         |
| 1970 | 895.000     | 980.000     | 91,3        | 190        | 85         | 105        | 4.710                     |         | 150       | 1.000     | 57         |
| 1976 | 1.190.000   | 1.235.500   | 96,3        | 233        | 98         | 135        | 5.107                     |         | 179       | 1.014     | 52         |
| 1980 | 1.197.000   | 1.296.000   | 92,4        | 181        | 88         | 93         | 6.613                     |         | 134       | 859       | 74         |
| 1990 | 1.667.703   | 1.900.000   | 87,8        | 198        | 113        | 85         | 8.422                     | 9       | 105       | 1.025     | 91         |
| 1999 | 1.981.780   | 2.158.000   | 91,8        | 276        | 146        | 130        | 7.180                     | 15      | 158       | 1.010     | 128        |
| 2000 | 1.982.000   | 2.294.699   | 86,4        | 276        | 146        | 130        | 7.181                     | 15      | 158       | 1.020     | 127        |
| 2001 | 1.982.220   | 2.431.390   | 81,5        | 297        | 167        | 130        | 6.674                     | 17      | 171       | 814       | 131        |
| 2002 | 1.982.390   | 2.431.390   | 81,5        | 168        | 154        | 14         | 11.799                    | 17      | 181       | 814       | 136        |
| 2003 | 1.924.618   | 2.264.256   | 85,0        | 288        | 142        | 146        | 6.682                     | 17      | 188       | 781       | 138        |
| 2004 | 2.086.297   | 2.454.297   | 85,0        | 315        | 163        | 152        | 6.623                     | 17      | 195       | 790       | 138        |
| 2006 | 2.215.000   | 2.606.000   | 85,0        | 309        | 170        | 139        | 7.168                     | 17      | 188       | 803       | 138        |
| 2013 | 2.397.000   | 2.821.000   | 85,0        | 405        | 216        | 189        | 5.918                     | 16      | 247       | 797       | 155        |
| 2016 | 2.256.232   | 2.654.391   | 85,0        | 368        | 230        | 138        | 6.131                     | 14      | 175       | 630       | 172        |
| 2019 | 2.331.485   | 2.742.924   | 85,0        | 405        | 236        | 169        | 5.756                     | 37      | 239       | 605       | 177        |
| 2021 | 2.431.800   | 2.863.000   | 84,9        | 440        | 263        | 177        | 5.526                     | 44      | 251       | 605       | 182        |